# Jacques de Molay
Jacques de Molay, por vezes também chamado Tiago de Molay, (em latim: Iacobus Burgundus; em francês: Jacques de Molay ; (Pronúncia: [ʒak də mɔlɛ] Jak Demolé); Molay, 1244 – Paris, 18 de março de 1314) foi um religioso e militar francês, e o último grão-mestre da Ordem dos Cavaleiros Templários. Nascido em Molay, pertencia a uma família da pequena nobreza francesa. É hoje o patrono da Ordem DeMolay.

## Biografia
Nascido em Molay, comuna francesa atualmente localizada no departamento de Alto Sona, França, mas na época o vilarejo pertencia ao Condado da Borgonha. Muito pouco se sabe sobre sua infância e adolescência; aos seus 21 anos de idade, como muitos filhos da nobreza europeia, de Molay entrou para a Ordem dos Cavaleiros Templários, organização sancionada pela Igreja Católica para proteger as estradas entre Jerusalém e Acre, importante porto no mar Mediterrâneo.
Nobres de toda a Europa enviavam os filhos para serem cavaleiros templários, e isso fez com que a Ordem passasse a ser muito rica e popular em todo o continente europeu e Oriente Médio.
Em 1298, Jacques de Molay foi nomeado grão-mestre dos templários (assumiu o cargo após a morte de seu antecessor, Teobaldo Galdino), uma posição de poder e prestígio. Mas passou por uma difícil situação: as Cruzadas não estavam atingindo seus objetivos. O anticristianismo sarraceno derrotou as Cruzadas em batalhas, capturando algumas cidades e portos vitais dos cavaleiros templários e dos hospitalários (outra ordem de cavalaria). Restou apenas um único grupo do confronto contra os sarracenos.

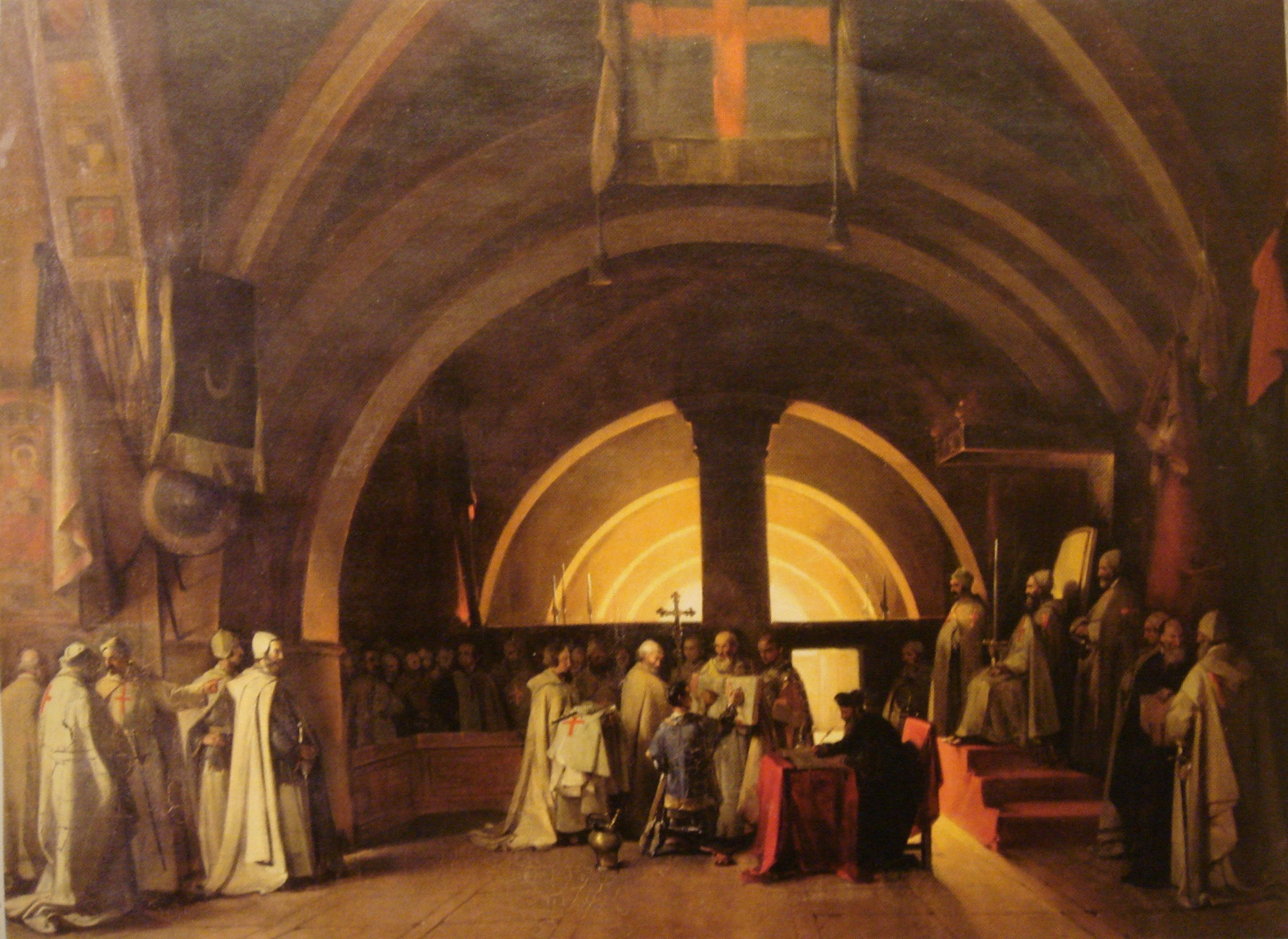
Ordenação de Jacques de Molay em 1265 como Cavaleiro Templário, no comando de Beaune. Pintura de Marius Granet (1777–1849).

Os templários resolveram, então, se reorganizar e readquirir sua força. Viajaram para a ilha de Chipre, esperando que a população se levantasse em apoio a outra Cruzada. Em vez de apoio público, os cavaleiros atraíram a atenção dos poderosos senhores feudais, muito deles seus parentes, pois para se entrar na ordem teria de se pertencer à nobreza.
Em 1305, o rei da França Filipe IV, o Belo (r. 1285–1314) resolveu obter o controle dos templários para impedir a ascensão da ordem no poder da Igreja Católica. O rei era amigo de Jacques de Molay devido ao parentesco deles; o delfim Carlos, mais tarde Carlos IV (r. 1322–1328), era afilhado de Jacques. Mesmo sendo seu amigo, o rei de França tentou juntar a ordem dos Templários e a dos Hospitalários, pois sentiu que as duas formavam uma grande potência econômica e sabia que a Ordem dos Templários possuía várias propriedades e outros tipos de riqueza.
Sem obter o sucesso desejado, de juntar as duas ordens e se tornar um líder absoluto, o então rei de França armou um plano para acabar com a Ordem dos Templários. Chamou o nobre francês Esquino de Floyran com a missão de denegrir a imagem dos templários e de seu grão-mestre, e como recompensa receberia terras pertencentes aos templários logo após derrubá-los. O ano de 1307 marcou o começo da perseguição aos cavaleiros. Apesar de possuir um exército com cerca de 15 000 homens, Jacques foi a França para o funeral da imperatriz latina, Catarina de Courtenay, que era casada com Carlos de Valois, o irmão do rei, e levou consigo alguns cavaleiros. Logo foram capturados na madrugada de 13 de outubro por Guilherme de Nogaret, homem de confiança do rei Filipe IV.
Durante sete anos, Jacques de Molay e os cavaleiros aprisionados na masmorra sofreram torturas e viveram em condições subumanas. Enquanto isso, Filipe IV gerenciava as forças do papa Clemente V (1305–1314) para condenar os templários e suas riquezas e propriedades foram confiscadas e dadas à proteção do rei. Mesmo após três julgamentos Jacques manteve sua lealdade para com seus amigos e cavaleiros, recusando-se a revelar o local das riquezas da Ordem e denunciar seus companheiros.
Em 18 de março de 1314, Jacques de Molay foi levado à Corte Especial. Como evidências, a corte dependia de confissões forjadas, supostamente assinadas pelo grão-mestre. Desmentiu as confissões, sob as leis da época a pena por desmentir era a morte.
Foi julgado pelo Papa Clemente V, e assim como Jacques de Molay o cavaleiro Guido de Auvérnia desmentiu sua confissão e ambos foram condenados. Filipe IV ordenou que ambos fossem queimados naquele mesmo dia. Durante sua morte na fogueira intimou aos seus três algozes, a comparecer diante do tribunal de Deus, amaldiçoando os descendentes do então rei de França.

## Grão-mestrado
Jacques de Molay assume o grão-mestrado da ordem em 1292, não se sabendo no entanto a data exata da sua eleição. Eleito em detrimento de outra figura de peso dentro da ordem, Hugo de Pairaud, sobrinho do visitador do templo em França.
O início do seu mestrado é marcado pela ação a favor de uma nova cruzada, desenvolvendo uma campanha diplomática na França, Catalunha, Inglaterra, nos estados da península Itálica e nos Estados Pontifícios. Esta campanha visou não só resolver problemas internos da ordem, problemas locais, como disputas entre a ordem e bispos, e também pressionar as coroas e a igreja a uma nova cruzada.
Organizou a partir da ilha de Chipre ataques contra as costas egípcias e síria para enfraquecer os mamelucos, providenciando apoio logístico e armado ao Reino Arménio da Cilícia, e também intentou uma aliança com o Canato da Pérsia, sem resultados visíveis.
Outro assunto discutido durante o seu mestrado foi a fusão entre as duas maiores ordens militares, a dos Templários e a dos Hospitalários. A Ordem do Templo, com a perda de Acre, começava a ser questionada quanto à razão da sua existência. As suas funções de proteger os peregrinos e de defender a Terra Santa tinham cessado quando se retiraram para a ilha de Chipre. Em maio de 1307 em Poitiers, Jacques de Molay junto do papa Clemente V apresentou uma defesa contra a fusão e ela não se realiza.

## A prisão e o processo

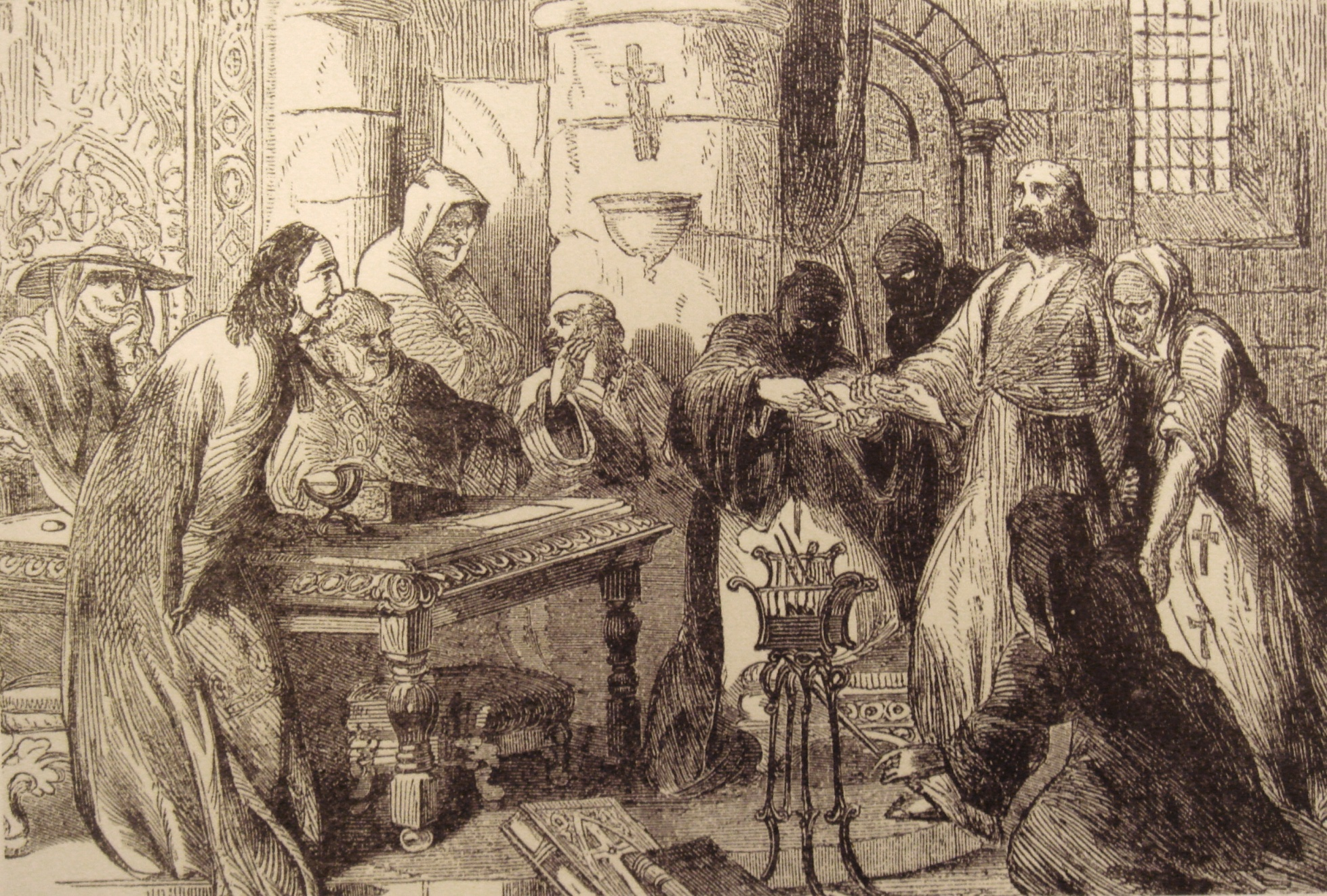
Interrogatório de Jacques de Molay. Impressão do século 19.

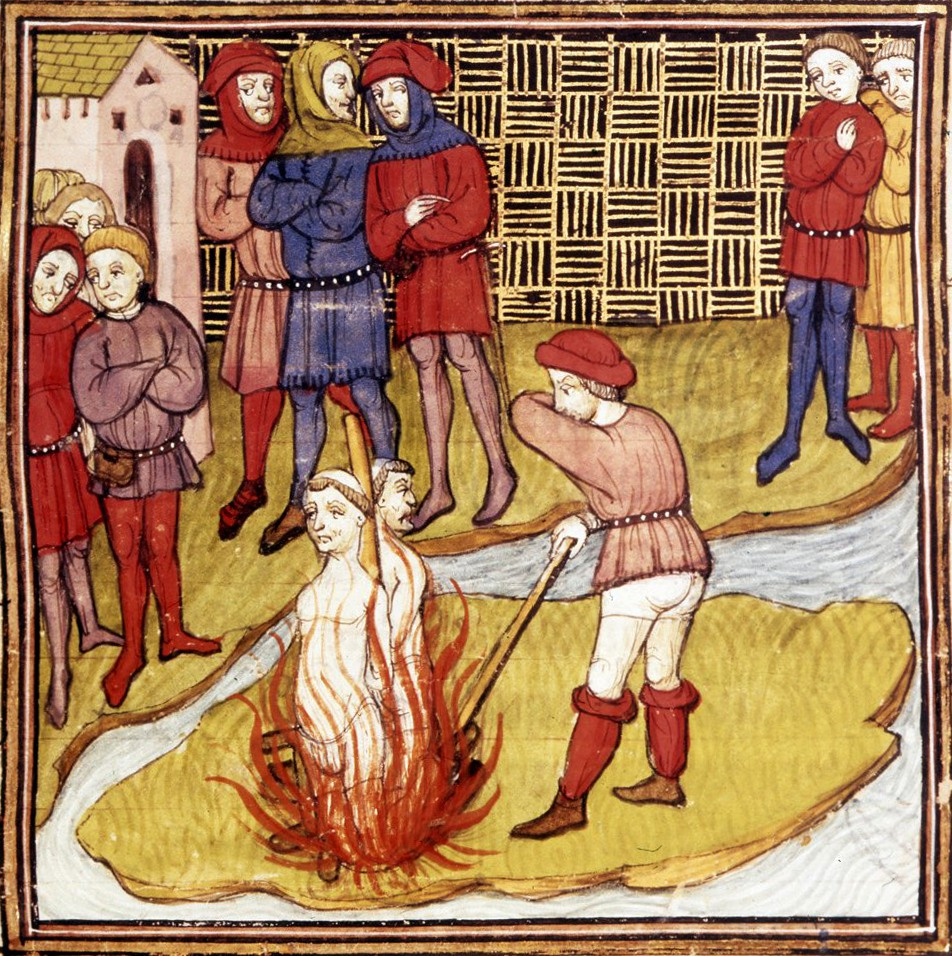
Jacques de Molay foi sentenciado à morte, em 1314, sendo queimado na Ilha da Cidade, em Paris

Dia 13 de outubro de 1307 no Reino da França, os templários foram presos em massa por ordem de Filipe IV, o rei de França. O grão-mestre Jacques de Molay é capturado em Paris. Imediatamente após a prisão, Guilherme de Nogaret proclama publicamente nos jardins do palácio real em Paris as acusações contra a ordem.
Esta manobra régia impedira o inquérito pontifício pedido pelo próprio grão-mestre, o qual interno à Igreja, discreto e desenvolvido com base no direito canônico, emendaria a ordem das suas faltas promovendo a sua reforma interna.
A prisão, as torturas, as confissões do grão-mestre (de Molay nunca confessou as acusações como menciona anteriormente), criam um conflito diplomático com a Santa Sé, sendo o papa o único com autoridade para efetuar esta ação. Depois de uma guerra diplomática face ao processo instaurado contra a ordem entre Filipe, o Belo e Clemente V, chegam a um impasse, pois estando o grão-mestre e o preceptor da Normandia, Godofredo de Charnay sob custódia dos agentes do rei, estão no entanto protegidos pela imunidade sancionada pelo papa e absolvidos não podendo ser considerados heréticos.

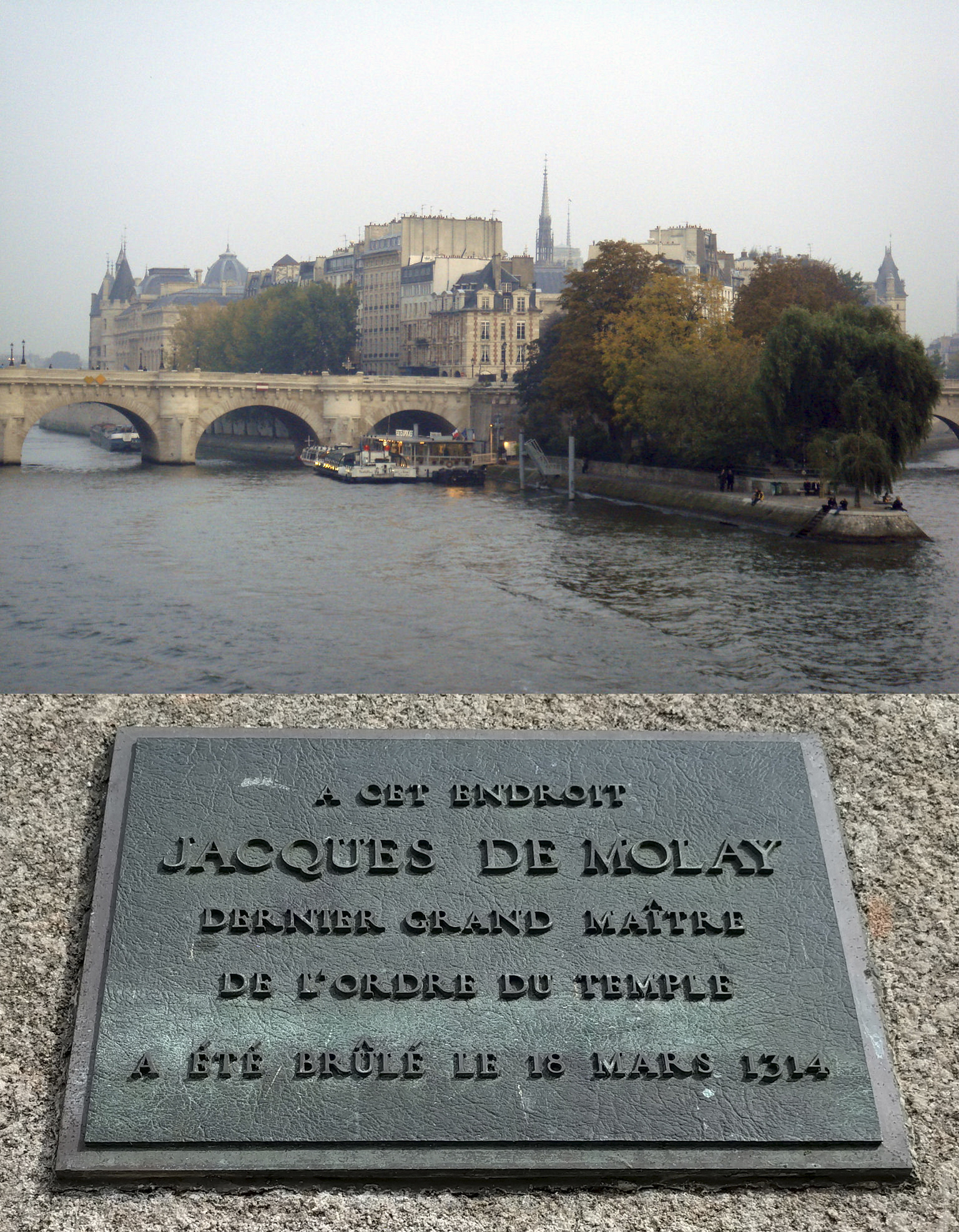
Placa assinalando o lugar da execução de Jacques de Molay, na Ilha da Cidade, em Paris: Neste local, Jacques de Molay, último Grão-Mestre da Ordem dos Templários, foi queimado, em 18 de março de 1314

Em 1314, o rei pressiona para uma decisão relativa à sorte dos prisioneiros. Já num estado terminal da sua doença, com violentas hemorragias internas que o impedem de sair do leito, Clemente V ordena que uma comissão de bispos trate da questão. As suas ordens seriam a salvação dos prisioneiros ficando estes num regime de prisão perpétua sob custódia apostólica e assegurando ao rei que a temida recuperação da ordem não será efetuada. Perante a comissão, Jacques de Molay e Godofredo de Charnay proclamam a inocência de toda a ordem face às acusações dirigidas a ela, a comissão para o processo e decide consultar a vontade do papa neste assunto.
Ao ver que o processo estava ficando fora do seu controle e estando a absolvição da ordem ainda pendente, Filipe IV, o Belo, decide um golpe de mão para que a questão templária fosse terminada. Ordena o rapto de Jacques de Molay e de Godofredo de Charnay, então sob a custódia da comissão de bispos, e ordena que sejam queimados numa fogueira na Ilha da Cidade, pouco depois das vésperas, em 18 de março de 1314.
Com isso Jacques de Molay passou a ser conhecido como um símbolo de lealdade e companheirismo, pois preferiu morrer a entregar seus companheiros ou faltar com seu juramento.

## Maldição
Existe a lenda de que durante sua morte Jacques de Molay jogou uma maldição sobre Filipe IV, o Belo e o  Clemente V. O papa Clemente V morreu quarenta e dois dias depois, dia 20 de abril de 1314, já o rei Filipe IV, teve um derrame cerebral fulminante em 29 de novembro de 1314, seis meses depois da morte do mestre templário. 
Nos próximos quatorze anos os três filhos do rei, seus sucessores no trono, vieram a falecer, encerrando a linhagem direta de três séculos da Dinastia Capetíngia, o que levaria a Guerra dos Cem Anos pelo trono da França.

## Ordem DeMolay
Anos após sua morte foi escolhido como patrono de uma ordem para-maçônica denominada Ordem DeMolay voltada para o desenvolvimento de jovens do sexo masculino.

## Teatro e cinema
No cinema o ator francês Gerard Depardieu interpretou De Molay no filme Os Reis Malditos (2005).
No teatro, o ator brasileiro John Vaz interpretou De Molay no espetáculo Jacques de Molay: O Fim da Ordem do Templo, em turnê pelo Brasil.